# カール・ヘンケ

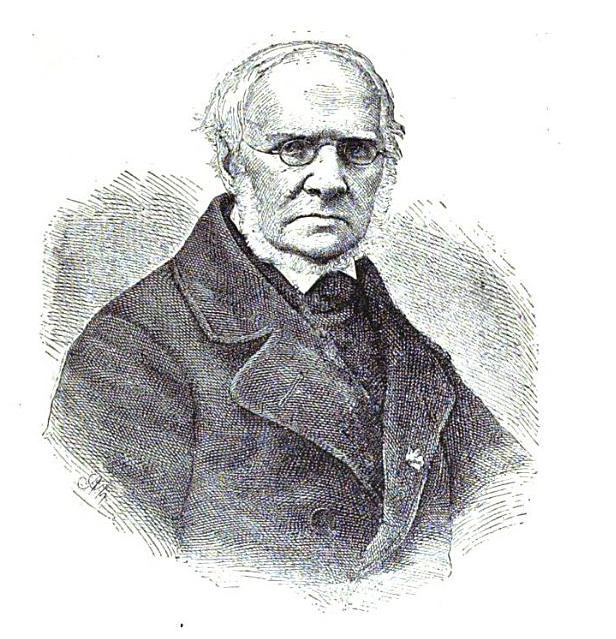

カール・ルートヴィヒ・ヘンケ（Karl Ludwig Hencke, 1793年4月8日 - 1866年9月25日）は、ドイツの天文学者。(5) アストラエアと (6) ヘーベという2個の小惑星を発見したことで知られている。
アストラエアが発見されるまでに、小惑星は (1) ケレス（2006年に準惑星に分類変更）、(2) パラス、(3) ジュノー、(4) ベスタの4個が発見されており、アストラエアは1807年のベスタ以来38年ぶり、5例目の小惑星の発見となった。
アマチュア天文家であったヘンケはベスタを探しているときに偶然アストラエアを発見したのだが、当時小惑星は4個だけであると思われていたことから大きく注目された。またヘーベは6例目の小惑星の発見となった。これらの発見が称えられ、ヘンケはプロイセン国王フリードリヒ・ヴィルヘルム4世から300ドルを授与された。そしてアストラエアとヘーベの発見以後、何十万もの小惑星が発見された。
小惑星帯にある小惑星 (2005) ヘンケは、彼にちなんで名づけられた。